# Tournoi des Six Nations 2019
Cet article traite de l'épreuve masculine. Pour la compétition féminine, voir Tournoi des Six Nations féminin 2019. Pour la compétition juniors, voir Tournoi des Six Nations des moins de 20 ans 2019.
Pour un article plus général, voir Tournoi des Six Nations.
Navigation
Tournoi 2018 Tournoi 2020
Le Tournoi des Six Nations 2019 a lieu du 1er février au 16 mars 2019. La compétition se déroule comme chaque année en cinq journées réparties sur sept semaines, avec des pauses avant et après la troisième journée. Chacune des six nations participantes affronte toutes les autres. Le tournoi féminin se joue aux mêmes dates et les équipes des mêmes nations se rencontrent.
Les trois équipes qui ont en 2019 l'avantage de jouer un match de plus à domicile que les autres sont l'Angleterre, l'Écosse et l'Italie.
Idem pour le tournoi des moins de 20 ans.
Le pays de Galles l'emporte en réalisant le Grand Chelem, le premier pour cette équipe depuis 2012, avec trois victoires à l'extérieur.

## Villes et stades
| Londres (Angleterre)              | Saint-Denis (France)          | Édimbourg (Écosse)                 |
| --------------------------------- | ----------------------------- | ---------------------------------- |
| Stade de Twickenham 82 000 places | Stade de France 81 338 places | Murrayfield Stadium 67 130 places  |
| Stade de Twickenham, Londres      | Stade de France, Saint-Denis  | Murrayfield Stadium, Édimbourg     |
| Rome (Italie)                     | Dublin (Irlande)              | Cardiff (pays de Galles)           |
| Stade olympique 72 698 places     | Aviva Stadium 51 700 places   | Principality Stadium 74 500 places |
| Stade olympique, Rome             | Aviva Stadium, Dublin         | Millennium Stadium, Cardiff        |

## Acteurs du Tournoi des Six Nations

Participants au Tournoi des Six Nations.

### Joueurs

#### Angleterre
Une liste de 35 joueurs est annoncée par Eddie Jones le 17 janvier 2019. Elle comprend quatre joueurs sans sélection (Dan Robson, Ben Earl, Jack Singleton, Ollie Thorley). Jonathan Joseph est ajouté à ce groupe le 22 janvier.
Après le match contre la France lors de la deuxième journée, Mako Vunipola déclare finalement forfait sur blessure pour le reste du Tournoi.
| Entraîneur | Entraîneur             | Eddie Jones                                                                      |
| Avants     | Pilier                 | Dan Cole, Ellis Genge, Ben Moon, Kyle Sinckler, Mako Vunipola , Harry Williams   |
| Avants     | Talonneur              | Luke Cowan-Dickie, Jamie George, Jack Singleton                                  |
| Avants     | Deuxième ligne         | Maro Itoje, George Kruis, Joe Launchbury, Courtney Lawes                         |
| Avants     | Troisième ligne aile   | Tom Curry, Jack Clifford, Brad Shields, Mark Wilson, Billy Vunipola              |
| Avants     | Troisième ligne centre | Ben Earl, Nathan Hughes                                                          |
| Arrières   | Demi de mêlée          | Dan Robson, Ben Youngs                                                           |
| Arrières   | Demi d'ouverture       | Owen Farrell , George Ford                                                       |
| Arrières   | Centre                 | Ollie Devoto, Jonathan Joseph, Henry Slade, Ben Te'o, Manu Tuilagi               |
| Arrières   | Ailier                 | Chris Ashton, Joe Cokanasiga, Elliot Daly, Jonny May, Jack Nowell, Ollie Thorley |
| Arrières   | Arrière                | Mike Brown                                                                       |

#### Écosse
Gregor Townsend sélectionne tout d'abord 39 joueurs le 16 janvier 2019, et le groupe est porté à 42 joueurs le 28 janvier à la suite d'entrées et sorties sur blessures.
À la suite d'une nouvelle série de blessures, six joueurs sont appelés à rejoindre le groupe le 18 février, avant la rencontre contre la France.
| Entraîneur | Entraîneur             | Gregor Townsend                                                                                                 |
| Avants     | Pilier                 | Alex Allan, Simon Berghan, Jamie Bhatti, Allan Dell, Zander Fagerson, Willem Petrus Nel, D'Arcy Rae             |
| Avants     | Talonneur              | David Cherry, Jake Kerr, Stuart McInally, Grant Stewart, George Turner                                          |
| Avants     | Deuxième ligne         | Grant Gilchrist, Jonny Gray, Sam Skinner, Tim Swinson, Ben Toolis                                               |
| Avants     | Troisième ligne aile   | Magnus Bradbury, Luke Crosbie, Gary Graham, John Hardie, Rob Harley, Jamie Ritchie, Josh Strauss, Hamish Watson |
| Avants     | Troisième ligne centre | Adam Ashe, Ryan Wilson                                                                                          |
| Arrières   | Demi de mêlée          | George Horne, Greig Laidlaw , Ali Price, Henry Pyrgos                                                           |
| Arrières   | Demi d'ouverture       | Adam Hastings, Finn Russell , Duncan Weir                                                                       |
| Arrières   | Centre                 | Chris Dean, Nick Grigg, Chris Harris, Peter Horne, Sam Johnson, James Johnstone, Huw Jones , Stafford McDowall  |
| Arrières   | Ailier                 | Dougie Fife, Darcy Graham, Rory Hugues, Lee Jones, Sean Maitland, Tommy Seymour                                 |
| Arrières   | Arrière                | Stuart Hogg , Blair Kinghorn                                                                                    |

#### France
Le premier groupe pour le Six Nations est annoncé par Brunel le 9 janvier 2019 et contient notamment cinq joueurs sans sélection en équipe première. Ceci confirme notamment un rajeunissement de l'équipe, témoin de la bonne forme de l'équipe du Stade toulousain (première du Top 14 et en quart de finale de la Champions Cup au début du Tournoi), mais souligne aussi les différentes blessures de certains éléments habituels du groupe sous Brunel comme Yoann Maestri, Mathieu Babillot, Teddy Thomas, Cedate Gomes Sa ou encore les Clermontois Alivereti Raka et Rabah Slimani.
Par la suite Sanconnie est appelé pour compenser le forfait de Le Roux, mais il se blesse lui aussi et doit déclarer forfait pour la réception de l'Écosse. Le forfait de Dany Priso conduit à la première convocation d'Étienne Falgoux. Après les blessures de Poirot et Lauret lors du quatrième match (Irlande-France), Priso est rappelé dans le groupe et Kélian Galletier est convoqué.
| Entraîneur | Entraîneur             | Jacques Brunel                                                                             |
| Avants     | Pilier                 | Dorian Aldegheri, Uini Atonio, Demba Bamba, Étienne Falgoux, Jefferson Poirot , Dany Priso |
| Avants     | Talonneur              | Pierre Bourgarit, Camille Chat, Guilhem Guirado , Julien Marchand                          |
| Avants     | Deuxième ligne         | Félix Lambey, Bernard Le Roux , Sébastien Vahaamahina, Paul Willemse                       |
| Avants     | Troisième ligne aile   | Yacouba Camara, Kélian Galletier, Arthur Iturria, Wenceslas Lauret , Fabien Sanconnie      |
| Avants     | Troisième ligne centre | Grégory Alldritt, Louis Picamoles                                                          |
| Arrières   | Demi de mêlée          | Antoine Dupont, Morgan Parra, Baptiste Serin                                               |
| Arrières   | Demi d'ouverture       | Anthony Belleau, Camille Lopez                                                             |
| Arrières   | Centre                 | Mathieu Bastareaud, Geoffrey Doumayrou, Gaël Fickou, Wesley Fofana, Romain Ntamack         |
| Arrières   | Ailier                 | Yoann Huget, Damian Penaud                                                                 |
| Arrières   | Arrière                | Maxime Médard, Thomas Ramos                                                                |

#### Galles
Le 15 janvier 2019, Warren Gatland nomme une liste de 39 joueurs, menés par leur capitaine Alun Wyn Jones.
| Entraîneur | Entraîneur             | Warren Gatland                                                                         |
| Avants     | Pilier                 | Leon Brown, Rob Evans, Tomas Francis, Wyn Jones, Samson Lee, Dillon Lewis, Nicky Smith |
| Avants     | Talonneur              | Elliot Dee, Ryan Elias, Ken Owens                                                      |
| Avants     | Deuxième ligne         | Jake Ball, Adam Beard, Seb Davies, Cory Hill, Alun Wyn Jones                           |
| Avants     | Troisième ligne aile   | Josh Navidi, Justin Tipuric, Josh Turnbull, Aaron Wainwright, Thomas Young             |
| Avants     | Troisième ligne centre | Ross Moriarty                                                                          |
| Arrières   | Demi de mêlée          | Aled Davies, Gareth Davies, Tomos Williams                                             |
| Arrières   | Demi d'ouverture       | Gareth Anscombe, Dan Biggar, Jarrod Evans, Rhys Patchell                               |
| Arrières   | Centre                 | Jonathan Davies, Hadleigh Parkes, Owen Watkin, Scott Williams                          |
| Arrières   | Ailier                 | Josh Adams, Hallam Amos, Steffan Evans, Jonah Holmes, George North                     |
| Arrières   | Arrière                | Leigh Halfpenny, Liam Williams                                                         |

#### Irlande
Le 16 janvier 2019, Joe Schmidt a annoncé son groupe de 38 joueurs pour le tournoi. Trois joueurs non capés ont été inclus dans l'équipe, tous de l'équipe du Connacht : le demi de mêlée Caolin Blade, le demi d'ouverture Jack Carty et le centre Tom Farrell (en).
Le 21 janvier, Tadhg Beirne a été écarté des deux premiers tours de la compétition et Quinn Roux a été rappelé à sa place.
| Entraîneur | Entraîneur             | Joe Schmidt                                                                               |
| Avants     | Pilier                 | Tadhg Furlong, Cian Healy, David Kilcoyne, Jack McGrath, Andrew Porter, John Ryan         |
| Avants     | Talonneur              | Rory Best , Sean Cronin, Niall Scannell                                                   |
| Avants     | Deuxième ligne         | Ultan Dillane, Iain Henderson, Quinn Roux, James Ryan, Devin Toner                        |
| Avants     | Troisième ligne aile   | Jordi Murphy, Sean O'Brien, Peter O'Mahony, Rhys Ruddock, Josh van der Flier              |
| Avants     | Troisième ligne centre | Jack Conan, CJ Stander                                                                    |
| Arrières   | Demi de mêlée          | Caolin Blade, John Cooney, Conor Murray                                                   |
| Arrières   | Demi d'ouverture       | Joey Carbery, Jack Carty, Jonathan Sexton                                                 |
| Arrières   | Centre                 | Will Addison, Bundee Aki, Chris Farrell, Tom Farrell (en), Robbie Henshaw, Garry Ringrose |
| Arrières   | Ailier                 | Andrew Conway, Keith Earls, Jacob Stockdale                                               |
| Arrières   | Arrière                | Rob Kearney, Jordan Larmour                                                               |

#### Italie
Un premier groupe est convoqué le 27 janvier 2019 pour préparer le match contre l'Écosse.
Pour cette convocation, un certain nombre de joueurs proches de la sélection sont blessés : Mattia Bellini, Giulio Bisegni, Ornel Gega, Renato Giammarioli, Matteo Minozzi, Jake Polledri,  Marcello Violi et Federico Zani.

L'ailier international Leonardo Sarto est aussi hors du groupe, ayant été régulièrement blessé la saison précédente avec le club de Glasgow, qui a fini par s'en séparer, et il vient juste de jouer son premier match en club avec Leicester une semaine avant le début du tournoi.
Après la blessure de Tebaldi, avant le premier match de l'Italie, Edoardo Gori est appelé, avec Engjel Makelara, qui vient lui en complément des deux talonneurs déjà appelé, avec Oliviero Fabiani qui n'est pour autant pas disponible dans l'immédiat.
Pour le match contre l'Irlande, O'Shea convoque notamment le demi de mêlée de Gloucester Callum Braley, dans un groupe élargi.
Après trois premières journées prometteuses mais sans résultats, l'Italie voit notamment revenir de blessure Sergio Parisse, Jake Polledri et Oliviero Fabiani pour le match contre l'Angleterre.
| Entraîneur | Entraîneur             | Conor O'Shea |
| Avants     | Pilier                 | Simone Ferrari, Andrea Lovotti, Tiziano Pasquali, Nicola Quaglio, Marco Riccioni, Cherif Traorè, Giosuè Zilocchi |
| Avants     | Talonneur              | Luca Bigi, Oliviero Fabiani, Leonardo Ghiraldini, Engjel Makelara                                                |
| Avants     | Deuxième ligne         | Dean Budd, Federico Ruzza, David Sisi, Alessandro Zanni                                                          |
| Avants     | Troisième ligne aile   | Marco Barbini, Maxime Mbanda, Sebastian Negri, Jake Polledri, Jimmy Tuivati                                      |
| Avants     | Troisième ligne centre | Sergio Parisse , Braam Steyn                                                                                     |
| Arrières   | Demi de mêlée          | Callum Braley, Edoardo Gori, Guglielmo Palazzani, Tito Tebaldi                                                   |
| Arrières   | Demi d'ouverture       | Tommaso Allan, Carlo Canna, Ian McKinley                                                                         |
| Arrières   | Centre                 | Michele Campagnaro, Tommaso Castello, Luca Morisi, Marco Zanon                                                   |
| Arrières   | Ailier                 | Tommaso Benvenuti, Giulio Bisegni, Angelo Esposito, Luca Sperandio                                               |
| Arrières   | Arrière                | Jayden Hayward, Edoardo Padovani                                                                                 |

### Arbitres
Quatorze arbitres de champ sont choisis pour le tournoi, notamment en vue de préparer le corps arbitral à la Coupe du monde 2019, pour laquelle seront retenus seulement douze de ces arbitres :
| Rugby Europe | Oceania Rugby                                                             | Rugby Afrique |
| --- | ------------------------------------------------------------------------- | ------------- |
| - Wayne Barnes - Matthew Carley - Jérôme Garcès - Pascal Gaüzère - Nigel Owens - Luke Pearce - Romain Poite - Mathieu Raynal | - Nic Berry - Angus Gardner - Glen Jackson - Ben O'Keeffe - Paul Williams | - Jaco Peyper |

## Les matches
Le programme pour le Tournoi 2019 est le suivant :
Les heures sont données dans les fuseaux utilisés par le pays qui reçoit : WET (UTC+0) dans les îles Britanniques et CET (UTC+1) en France et en Italie.
| 1er février 2019 à 21 h                 | Stade de France, Saint-Denis   | France  | 19 - 24 | Pays de Galles |
| 2 février à 14 h 15                     | Murrayfield Stadium, Édimbourg | Écosse  | 33 - 20 | Italie         |
| 2 février à 16 h 45 (Millennium Trophy) | Aviva Stadium, Dublin          | Irlande | 20 - 32 | Angleterre     |

| 9 février à 14 h 15 (Centenary Quaich) | Murrayfield Stadium, Édimbourg | Écosse     | 13 - 22 | Irlande        |
| 9 février à 17 h 45                    | Stade olympique, Rome          | Italie     | 15 - 26 | Pays de Galles |
| 10 février à 15 h (Trophée Eurostar)   | Stade de Twickenham, Londres   | Angleterre | 44 - 80 | France         |

| 23 février à 15 h 15 (Auld Alliance) | Stade de France, Saint-Denis | France         | 27 - 10 | Écosse     |
| 23 février à 16 h 45                 | Millennium Stadium, Cardiff  | Pays de Galles | 21 - 13 | Angleterre |
| 24 février à 16 h                    | Stade olympique, Rome        | Italie         | 16 - 26 | Irlande    |

| 9 mars à 14 h 15 (Doddie Weir Cup) | Murrayfield Stadium, Édimbourg | Écosse     | 11 - 18 | Pays de Galles |
| 9 mars à 16 h 45                   | Stade de Twickenham, Londres   | Angleterre | 57 - 14 | Italie         |
| 10 mars à 15 h                     | Aviva Stadium, Dublin          | Irlande    | 26 - 14 | France         |

| 16 mars à 13 h 30 (Trophée Garibaldi) | Stade olympique, Rome        | Italie         | 14 - 25 | France  |
| 16 mars à 14 h 45                     | Millennium Stadium, Cardiff  | Pays de Galles | 25 - 70 | Irlande |
| 16 mars à 17 h (Calcutta Cup)         | Stade de Twickenham, Londres | Angleterre     | 38 - 38 | Écosse  |

## Classement
| Rang | Nation         | J | V | N | D | Bo | Bd | Pm  | Pe  | Diff | Pts |
| ---- | -------------- | - | - | - | - | -- | -- | --- | --- | ---- | --- |
| 1    | Pays de Galles | 5 | 5 | 0 | 0 | 0  | 0  | 114 | 65  | +49  | 23  |
| 2    | Angleterre     | 5 | 3 | 1 | 1 | 4  | 0  | 184 | 101 | +83  | 18  |
| 3    | Irlande (T)    | 5 | 3 | 0 | 2 | 2  | 0  | 101 | 100 | +1   | 14  |
| 4    | France         | 5 | 2 | 0 | 3 | 1  | 1  | 93  | 118 | -25  | 10  |
| 5    | Écosse         | 5 | 1 | 1 | 3 | 2  | 1  | 105 | 125 | -20  | 9   |
| 6    | Italie         | 5 | 0 | 0 | 5 | 0  | 0  | 79  | 167 | -88  | 0   |

|  | Vainqueur du Tournoi      |
|  | T : Tenante du titre 2018 |

- Attribution des points de classement (pts) : quatre points pour une victoire, deux points pour un match nul, aucun en cas de défaite.
Bonus : un point si au moins 4 essais marqués (bonus offensif), un point en cas de défaite avec moins de 8 points d'écart (bonus défensif).
Grand Chelem[22] : trois points de plus.

- Règles de classement[23] : 1. points ; 2. différence de points de match ; 3. nombre d'essais marqués ; 4. titre partagé.

## Statistiques individuelles

### Meilleur joueur du Tournoi
À l'issue du Tournoi, une liste de six joueurs est dévoilée afin d'obtenir le titre de meilleur joueur de la compétition. La liste est composée de quatre Gallois et deux Anglais :
| Galles                                                          | Angleterre              |
| --------------------------------------------------------------- | ----------------------- |
| - Josh Adams - Alun Wyn Jones - Hadleigh Parkes - Liam Williams | - Tom Curry - Jonny May |

À l'issue du vote du public, le Gallois Alun Wyn Jones est élu meilleur joueur du Tournoi.

### Meilleur joueur par journée
Pour cette édition du Tournoi, un titre de meilleur joueur est décerné pour chaque journée à la suite d'un vote du public à partir de six joueurs présélectionnés par un panel de journalistes.
| Journée           | Joueur         | Nation         | Poste            | Actions individuelles | Autres joueurs nommés                                                     | Sources |
| ----------------- | -------------- | -------------- | ---------------- | --- | ------------------------------------------------------------------------- | ------- |
| Première journée  | Blair Kinghorn | Écosse         | Ailier           | Auteur d'un triplé contre l'Italie. | George North Finn Russell Owen Farrell Mako Vunipola Jonny May            | ,       |
| Deuxième journée  | Jonny May      | Angleterre     | Ailier           | Auteur d'un triplé en 29 minutes contre la France. | Peter O'Mahony Rob Kearney Courtney Lawes Josh Navidi Owen Farrell        | ,       |
| Troisième journée | Liam Williams  | Pays de Galles | Arrière          | 77 mètres parcourus balle en main sur 13 courses et performance remarquée sous les ballons hauts contre l'Angleterre.                                                                                                   | Antoine Dupont Demba Bamba Alun Wyn Jones Dan Biggar Tito Tebaldi         | ,       |
| Quatrième journée | Joe Cokanasiga | Angleterre     | Ailier           | 114 mètres balle en main, quatre franchissements, solidité sous les ballons hauts et offloads. | Hadleigh Parkes Alun Wyn Jones Manu Tuilagi James Ryan Garry Ringrose     | ,       |
| Cinquième journée | Finn Russell   | Écosse         | Demi d'ouverture | Auteur d'un essai sur interception et de deux transformations, est surtout à l'initiative de la plupart des contre-attaques qui ont permis à l'Écosse d'infliger un 38-0 aux Anglais afin de conserver la Calcutta Cup. | Sergio Parisse Hadleigh Parkes Josh Navidi Alun Wyn Jones Gareth Anscombe | ,       |

### Meilleurs marqueurs
| Rang | Joueur           | Équipe         | Essais |
| ---- | ---------------- | -------------- | ------ |
| 1    | Jonny May        | Angleterre     | 6      |
| 2    | Yoann Huget      | France         | 4      |
| 3    | Josh Adams       | Pays de Galles | 3      |
| -    | Keith Earls      | Irlande        | 3      |
| -    | Darcy Graham     | Écosse         | 3      |
| -    | Blair Kinghorn   | Écosse         | 3      |
| -    | Edoardo Padovani | Italie         | 3      |
| -    | Henry Slade      | Angleterre     | 3      |
| 9    | Grégory Alldritt | France         | 2      |
| -    | Tom Curry        | Angleterre     | 2      |
| -    | Sam Johnson      | Écosse         | 2      |
| -    | Conor Murray     | Irlande        | 2      |
| -    | Luca Morisi      | Italie         | 2      |
| -    | George North     | Pays de Galles | 2      |
| -    | Damian Penaud    | France         | 2      |
| -    | Brad Shields     | Angleterre     | 2      |
| -    | Jacob Stockdale  | Irlande        | 2      |
| -    | Manu Tuilagi     | Angleterre     | 2      |

### Meilleurs réalisateurs
| Rang | Joueur          | Équipe         | Points | Essais | Transf. | Pén. | Drops |
| ---- | --------------- | -------------- | ------ | ------ | ------- | ---- | ----- |
| 1    | Owen Farrell    | Angleterre     | 59     | 1      | 15      | 8    | 0     |
| 2    | Gareth Anscombe | Pays de Galles | 43     | 0      | 5       | 11   | 0     |
| 3    | Tommaso Allan   | Italie         | 34     | 1      | 4       | 7    | 0     |
| 4    | Jonny May       | Angleterre     | 30     | 6      | 0       | 0    | 0     |
| 5    | Jonathan Sexton | Irlande        | 23     | 1      | 6       | 2    | 0     |
| 6    | Dan Biggar      | Pays de Galles | 21     | 0      | 3       | 5    | 0     |
| -    | Greig Laidlaw   | Écosse         | 21     | 0      | 6       | 3    | 0     |
| 8    | Yoann Huget     | France         | 20     | 4      | 0       | 0    | 0     |
| 9    | Finn Russell    | Écosse         | 17     | 1      | 2       | 2    | 0     |
| 10   | Conor Murray    | Irlande        | 16     | 2      | 3       | 0    | 0     |

## Première journée

### France - Galles
(mt : 16-0)
Homme du match : George North 
Points marqués : 
France : 
- 2 essais de Picamoles (5e) et Huget (22e)
- 2 pénalités de Lopez (33e, 69e)
- 1 drop de Lopez (40e)

Pays de Galles : 
- 3 essais de T. Williams (46e) et North (51e, 71e)
- 3 transformations d'Anscombe (47e) et Biggar (72e)
- 1 pénalité de Biggar (62e)

Évolution du score :
5-0, 10-0, 13-0, 16-0, mt, 16-7, 16-14, 16-17, 19-17, 19-24.
Arbitre : Wayne Barnes 
Résumé :
| France · Titulaires · 15 Maxime Médard · 14 Damian Penaud 62e · 13 Wesley Fofana 66e · 12 Romain Ntamack · 11 Yoann Huget 22e · 10 Camille Lopez · 9 Morgan Parra 57e · 8 Louis Picamoles 5e 70e · 7 Arthur Iturria · 6 Wenceslas Lauret · 5 Paul Willemse 57e · 4 Sébastien Vahaamahina · 3 Uini Atonio 47e · 2 Guilhem Guirado 57e · 1 Jefferson Poirot 60e · Remplaçants · 16 Julien Marchand 57e · 17 Dany Priso 60e · 18 Demba Bamba 47e · 19 Félix Lambey 57e · 20 Grégory Alldritt 70e · 21 Baptiste Serin 57e · 22 Gaël Fickou 62e · 23 Geoffrey Doumayrou 66e · Entraîneur · Jacques Brunel |  | Pays de Galles · Titulaires · 66e Liam Williams 15 · 51e 71e George North 14 · Jonathan Davies 13 · 76e Hadleigh Parkes 12 · Josh Adams 11 · 66e Gareth Anscombe 10 · 46e 52e Tomos Williams 9 · Ross Moriarty 8 · Justin Tipuric 7 · 77e Josh Navidi 6 · Alun Wyn Jones 5 · 47e Adam Beard 4 · 56e Tomas Francis 3 · 72e Ken Owens 2 · 72e Rob Evans 1 · Remplaçants · 72e Elliot Dee 16 · 72e Wyn Jones 17 · 56e Samson Lee 18 · 47e Cory Hill 19 · 77e Aaron Wainwright 20 · 52e Gareth Davies 21 · 52e Dan Biggar 22 · 76e Owen Watkin 23 · Entraîneur · Warren Gatland |

### Écosse - Italie
(mt : 12-3)
Homme du match : Blair Kinghorn 
Points marqués :
Écosse : 
- 5 essais de Kinghorn (12e, 21e, 54e), Hogg (47e) et Harris (62e)
- 4 transformations de Laidlaw (23e, 49e, 55e) et Russell (62e)

Italie :
- 3 essais de Palazzani (71e), Padovani (75e) et Esposito (78e)
- 1 transformation d'Allan (71e)
- 1 pénalité d'Allan (10e)

Évolution du score : 0-3, 5-3, 12-3 mt, 19-3, 26-3, 33-3, 33-10, 33-15, 33-20.
Arbitre : Luke Pearce 
Résumé :
Le début de la rencontre est dominé par les Écossais mais sans parvenir à marquer malgré plusieurs offensives mal conclues dans le camp adverse. Ce sont même les Italiens qui inscrivent les premiers points du match grâce à une pénalité d'Allan, (0-3) à la dixième minute. Les Écossais réagissent immédiatement, après un ballon récupéré dans un ruck, Russell joue une longue passe au pied vers l'ailier Kinghorn, qui file le long de la ligne de touche pour aplatir dans l'en-but, (5-3) à la douzième minute. La domination écossaise se poursuit, sur une mêlée dans les 22 mètres italiens, le ballon sort rapidement pour un jeu au large, qui termine vers Kinghorn qui inscrit un deuxième essai. Laidlaw passe la transformation, (12-3) à la 23e minute. Le XV du chardon continue de monopoliser le ballon mais le score n'évolue plus jusqu'à la pause, (12-3) à la mi-temps.
Dès l'entame de la seconde période les Écossais reprennent leur domination et installent le jeu en permanence dans le camp italien. À la suite d'une percée de Seymour qui se fait reprendre dans les 22 mètres italiens, le ballon sort rapidement pour Russell qui joue un coup de pied rasant dans le dos de la défense, Hogg se montre le plus rapide pour aplatir dans l'en-but, (19-3) à la 49e minute. Les Écossais continuent de multiplier les temps de jeu et font à nouveau craquer la défense adverse, par une longue action conclue par Kinghorn qui inscrit un triplé. Transformation passée par Laidlaw, (26-3) à la 55e. L'équipe d'Écosse inscrit ensuite un cinquième essai dans la rencontre, à la suite d'une percée partie du milieu de terrain de la part de l'arrière Hogg, le jeu enchaîne rapidement et Chris Harris aplatit dans l'en-but. Russell passe la transformation (33-3) à la 62e minute. Les Italiens réagissent en fin de rencontre, profitent de leur supériorité numérique à la suite du carton jaune reçu par les Écossais et inscrivent trois essais dans les dix dernières minutes grâce à Palazzani, Padovani et Esposito. L'équipe d'Écosse remporte cette rencontre 33 à 20 et prend la tête du Tournoi avec le point supplémentaire obtenu grâce au bonus offensif.
| Écosse · Titulaires · 15 Stuart Hogg 47e · 14 Tommy Seymour · 13 Huw Jones 57e · 12 Sam Johnson · 11 Blair Kinghorn 12e 21e 54e · 10 Finn Russell 77e · 9 Greig Laidlaw 57e · 8 Ryan Wilson 72e · 7 Jamie Ritchie · 6 Sam Skinner 12e · 5 Grant Gilchrist · 4 Ben Toolis · 3 Willem Petrus Nel 52e · 2 Stuart McInally 64e · 1 Allan Dell 57e · Remplaçants · 16 Jake Kerr 62e · 17 Jamie Bhatti 57e · 18 Simon Berghan 52e 70e à 80e · 19 Gary Graham 72e · 20 Josh Strauss 14e · 21 Ali Price 57e · 22 Adam Hastings 77e · 23 Chris Harris 57e 62e · Entraîneur · Gregor Townsend |  | Italie · Titulaires · Jayden Hayward 15 · 78e Angelo Esposito 14 · 79e Luca Morisi 13 · 49e Tommaso Castello 12 · Michele Campagnaro 11 · 73e Tommaso Allan 10 · 71e Guglielmo Palazzani 9 · Sergio Parisse 8 · Braam Steyn 7 · 60e Sebastian Negri 6 · 60e Dean Budd 5 · David Sisi 4 · 64e Simone Ferrari 3 · 60e Leonardo Ghiraldini 2 · 52e Andrea Lovotti 1 · Remplaçants · 60e Luca Bigi 16 · 52e Cherif Traorè 17 · 64e Tiziano Pasquali 18 · 52e Federico Ruzza 19 · 60e Jimmy Tuivaiti 20 · 79e Tommaso Benvenuti 21 · 73e Ian McKinley 22 · 49e 75e Edoardo Padovani 23 · Entraîneur · Conor O'Shea |

### Irlande - Angleterre
(mt 10-17)
Homme du match : Mako Vunipola 
Points marqués :
Irlande :
- 2 essais de Healy (24e) et Cooney  (79e)
- 2 transformations de Sexton (25e, 79e)
- 2 pénalités de Sexton (10e, 54e)

Angleterre :
- 4 essais de May (1re), Daly (29e) et Slade (65e, 75e)
- 3 transformations de Farrell (2e, 30e, 76e)
- 2 pénalités de Farrell (40e, 69e)

Évolution du score :
0-7, 3-7, 10-7, 10-14, 10-17, mt, 13-17, 13-22, 13-25, 13-32, 20-32.
Arbitre : Jérôme Garcès 
Résumé :
| Irlande · Titulaires · 15 Robbie Henshaw · 14 Keith Earls 41e · 13 Garry Ringrose 73e · 12 Bundee Aki · 11 Jacob Stockdale · 10 Jonathan Sexton · 9 Conor Murray 77e · 8 CJ Stander 65e · 7 Josh van der Flier · 6 Peter O'Mahony · 5 James Ryan · 4 Devin Toner 57e · 3 Tadhg Furlong 62e · 2 Rory Best 67e · 1 Cian Healy 25e 62e · Remplaçants · 16 Sean Cronin 67e · 17 David Kilcoyne 62e · 18 Andrew Porter 62e · 19 Quinn Roux 57e · 20 Sean O'Brien 65e · 21 John Cooney 77e 80e · 22 Joey Carbery 73e · 23 Jordan Larmour 41e · Entraîneur · Joe Schmidt |  | Angleterre · Titulaires · 30e Elliot Daly 15 · 74e Jack Nowell 14 · 66e 76e Henry Slade 13 · 77e Manu Tuilagi 12 · 2e Jonny May 11 · Owen Farrell 10 · Ben Youngs 9 · Billy Vunipola 8 · 13e à 23e Tom Curry 7 · Mark Wilson 6 · 52e George Kruis 5 · 54e Maro Itoje 4 · 65e Kyle Sinckler 3 · 77e Jamie George 2 · 77e Mako Vunipola 1 · Remplaçants · 77e Luke Cowan-Dickie 16 · 77e Ellis Genge 17 · 65e Harry Williams 18 · 52e Courtney Lawes 19 · 54e Nathan Hughes 20 · Dan Robson 21 · 77e George Ford 22 · 74e Chris Ashton 23 · Entraîneur · Eddie Jones |

## Deuxième journée

### Écosse - Irlande
(mt : 10-12)
Homme du match : Peter O'Mahony 
Points marqués :
Écosse : 
- 1 essai de Sam Johnson (29e)
- 1 transformation de Laidlaw (30e)
- 2 pénalités de Laidlaw (7e, 62e)

Irlande :
- 3 essais de Murray (10e), Stockdale (17e) et Earls (56e)
- 2 transformations de Murray (17e) et Carbery (57e)
- 1 pénalité de Carbery (69e)

Évolution du score : 3-0, 3-5, 3-12, 10-12, mt, 10-19, 13-19, 13-22.
Arbitre : Romain Poite 
Résumé :
| Écosse · Titulaires · 15 Stuart Hogg 17e · 14 Tommy Seymour · 13 Huw Jones · 12 Sam Johnson 29e 64e · 11 Sean Maitland · 10 Finn Russell · 9 Greig Laidlaw 69e · 8 Josh Strauss · 7 Jamie Ritchie 35e 41e · 6 Ryan Wilson 41e · 5 Jonny Gray · 4 Grant Gilchrist · 3 Simon Berghan 69e · 2 Stuart McInally 64e · 1 Allan Dell 69e · Remplaçants · 16 Fraser Brown 64e · 17 Jamie Bhatti 69e · 18 D'Arcy Rae 69e · 19 Ben Toolis · 20 Rob Harley 35e · 21 Ali Price 69e · 22 Peter Horne 64e · 23 Blair Kinghorn 17e · Entraîneur · Gregor Townsend |  | Irlande · Titulaires · Rob Kearney 15 · 56e Keith Earls 14 · Chris Farrell 13 · Bundee Aki 12 · 17e 72e Jacob Stockdale 11 · 24e Jonathan Sexton 10 · 10e 77e Conor Murray 9 · Jack Conan 8 · 64e Sean O'Brien 7 · Peter O'Mahony 6 · 68e Quinn Roux 5 · Jack Ryan 4 · 68e Tadhg Furlong 3 · 72e Rory Best 2 · 57e Cian Healy 1 · Remplaçants · 72e Sean Cronin 16 · 57e David Kilcoyne 17 · 68e Andrew Porter 18 · 68e Ultan Dillane 19 · 64e Josh van der Flier 20 · 77e John Cooney 21 · 24e Joey Carbery 22 · 72e Jordan Larmour 23 · Entraîneur · Joe Schmidt |

### Italie - Galles
(mt : 7-12)
Homme du match : Josh Navidi 
Points marqués :
Italie :
- 2 essais de Steyn (33e) et Padovani (74e)
- 1 transformation d'Allan (35e)
- 1 pénalité d'Allan (43e)

Pays de Galles :
- 2 essais d'Adams (53e) et Watkin (69e)
- 2 transformations de Biggar (54e) et Anscombe (70e)
- 4 pénalités de Biggar (1re, 14e, 18e, 29e)

Évolution du score : 0-3, 0-6, 0-9, 0-12, 7-12, mt, 10-12, 10-19, 10-26, 15-26.
Arbitre : Mathieu Raynal 
Résumé :
Le XV italien comporte deux changements par rapport à celui de la journée précédente, Nicola Quaglio remplaçant Andrea Lovotti, malade, et Padovani prenant la place de Castello, replaçant Campagnaro à l'aile. Sur le banc Gori et Barbini font leur entrée.
Les Gallois ont eux effectué dix changements par rapport à leur XV victorieux en France, Gatland souhaitant donner du temps de jeu à tout son groupe.
| Italie · Titulaires · 15 Jayden Hayward · 14 Edoardo Padovani 75e · 13 Michele Campagnaro · 12 Luca Morisi · 11 Angelo Esposito · 10 Tommaso Allan 48e 55e · 9 Guglielmo Palazzani 60e · 8 Sergio Parisse · 7 Braam Steyn 34e · 6 Sebastian Negri 57e · 5 Dean Budd 55e · 4 David Sisi · 3 Simone Ferrari 60e · 2 Leonardo Ghiraldini 60e · 1 Nicola Quaglio 51e · Remplaçants · 16 Luca Bigi 60e · 17 Cherif Traorè 51e · 18 Tiziano Pasquali 60e · 19 Federico Ruzza 52e · 20 Marco Barbini 57e · 21 Edoardo Gori 60e · 22 Ian McKinley 48e 55e · 23 Tommaso Benvenuti · Entraîneur · Conor O'Shea |  | Pays de Galles · Titulaires · 67e Liam Williams 15 · Jonah Holmes 14 · Jonathan Davies 13 · 70e Owen Watkin 12 · 54e Josh Adams 11 · 55e Dan Biggar 10 · 63e Aled Davies 9 · 67e Josh Navidi 8 · Thomas Young 7 · Aaron Wainwright 6 · Adam Beard 5 · 51e Jake Ball 4 · 51e Samson Lee 3 · 67e Elliot Dee 2 · 63e Nicky Smith 1 · Remplaçants · 67e Ryan Elias 16 · 63e Wyn Jones 17 · 51e Dillon Lewis 18 · 51e Alun Wyn Jones 19 · 67e Ross Moriarty 20 · 63e Gareth Davies 21 · 55e Gareth Anscombe 22 · 67e Hallam Amos 23 · Entraîneur · Warren Gatland |

### Angleterre - France
(mt : 30-8)
Homme du match : Jonny May 
Points marqués :
Angleterre :
- 6 essais de May (2e, 24e, 29e), Slade (40e), pénalité (49e) et Farrell (55e)
- 3 transformations de Farrell (31e, 40e, 56e)
- 2 pénalités de Farrell (7e, 13e)

France :
- 1 essai de Penaud (35e)
- 1 pénalité de Parra (10e)

Évolution du score : 5-0, 8-0, 8-3, 11-3, 16-3, 23-3, 23-8, 30-8, mt, 37-8, 44-8.
Arbitre : Nigel Owens 
Résumé :
| Angleterre · Titulaires · 15 Elliot Daly · 14 Chris Ashton 52e · 13 Henry Slade 40e · 12 Manu Tuilagi 62e · 11 Jonny May 2e 24e 28e · 10 Owen Farrell 55e · 9 Ben Youngs 70e · 8 Billy Vunipola 65e · 7 Tom Curry 47e 52e · 6 Mark Wilson · 5 George Kruis 47e · 4 Courtney Lawes · 3 Kyle Sinckler 59e · 2 Jamie George 62e · 1 Mako Vunipola 44e · Remplaçants · 16 Luke Cowan-Dickie 62e · 17 Ben Moon 44e · 18 Dan Cole 59e · 19 Joe Launchbury 47e · 20 Nathan Hughes 47e 52e 65e · 21 Dan Robson 70e · 22 George Ford 62e · 23 Jack Nowell 52e · Entraîneur · Eddie Jones |  | France · Titulaires · 41e Yoann Huget 15 · 49e 57e 35e Damian Penaud 14 · Mathieu Bastareaud 13 · Geoffrey Doumayrou 12 · 50e à 60e Gaël Fickou 11 · 57e Camille Lopez 10 · 47e Morgan Parra 9 · Louis Picamoles 8 · Arthur Iturria 7 · Yacouba Camara 6 · 70e Félix Lambey 5 · 59e Sébastien Vahaamahina 4 · 59e Demba Bamba 3 · 76e Guilhem Guirado 2 · 65e 70e Jefferson Poirot 1 · Remplaçants · 76e Pierre Bourgarit 16 · 65e 70e Dany Priso 17 · 59e Dorian Aldegheri 18 · 59e Paul Willemse 19 · 70e Grégory Alldritt 20 · 47e Antoine Dupont 21 · 49e Romain Ntamack 22 · 41e Thomas Ramos 23 · Entraîneur · Jacques Brunel |

## Troisième journée

### France - Écosse
(mt : 10-3)
Homme du match : Demba Bamba 
Points marqués :
France : 
- 4 essais de Ntamack (13e), Huget (40e) et Alldritt (75e, 80e)
- 2 transformations de Ramos (15e) et Serin (80e)
- 1 pénalité de Ramos (18e)

Écosse :
- 1 essai de Price (78e)
- 1 transformation de Hastings (78e)
- 1 pénalité de Laidlaw (26e)

Évolution du score : 7-0, 10-0, 10-3, mt, 15-3, 20-3, 20-10, 27-10.
Arbitre : Nic Berry 
Résumé :
Pour cette rencontre Brunel effectue quatre changements dans son XV de départ ainsi que deux replacements,. Dans cette composition l'absence totale des derniers titulaires Parra et Lopez est remarquée, notamment en lien avec leurs déclarations après le dernier match visant la préparation de celui-ci.
| France · Titulaires · 15 Thomas Ramos 70e · 14 Damian Penaud · 13 Mathieu Bastareaud · 12 Gaël Fickou 28e à 38e · 11 Yoann Huget 40e · 10 Romain Ntamack 13e 76e · 9 Antoine Dupont 70e · 8 Louis Picamoles 70e · 7 Arthur Iturria · 6 Wenceslas Lauret · 5 Félix Lambey 65e · 4 Sébastien Vahaamahina · 3 Demba Bamba 70e · 2 Guilhem Guirado 28e 37e 70e · 1 Jefferson Poirot 70e · Remplaçants · 16 Camille Chat 28e 37e 70e · 17 Étienne Falgoux 70e · 18 Dorian Aldegheri 70e · 19 Paul Willemse 65e · 20 Grégory Alldritt 70e 75e 80e · 21 Baptiste Serin 70e · 22 Anthony Belleau 76e · 23 Maxime Medard 70e · Entraîneur · Jacques Brunel |  | Écosse · Titulaires · Blair Kinghorn 15 · Tommy Seymour 14 · Nick Grigg 13 · 53e Sam Johnson 12 · 65e Sean Maitland 11 · 44e 53e Peter Horne 10 · 65e Greig Laidlaw 9 · 65e Josh Strauss 8 · Jamie Ritchie 7 · Magnus Bradbury 6 · 55e Jonny Gray 5 · Grant Gilchrist 4 · 65e Simon Berghan 3 · 65eStuart McInally 2 · 65e Allan Dell 1 · Remplaçants · 65e Fraser Brown 16 · 65e Alex Allan 17 · 65e Zander Fagerson 18 · 55e Ben Toolis 19 · 65e Gary Graham 20 · 65e 78e Ali Price 21 · 44e Adam Hastings 22 · 65e Darcy Graham 23 · Entraîneur · Gregor Townsend |

### Galles - Angleterre
(mt 3-10)
Homme du match : Liam Williams 
Points marqués :
Pays de Galles :
- 2 essais de Hill (68e) et Adams (78e)
- 1 transformation de Biggar (69e)
- 3 pénalités d'Anscombe (24e, 52e, 57e)

Angleterre :
- 1 essai de Curry (27e)
- 1 transformation de Farrell (27e)
- 2 pénalités de Farrell (18e, 63e)

Évolution du score : 0-3, 3-3, 3-10, mt, 6-10, 9-10, 9-13, 16-13, 21-13.
Arbitre : Jaco Peyper 
Résumé :
| Pays de Galles · Titulaires · 15 Liam Williams · 14 George North · 13 Jonathan Davies · 12 Hadleigh Parkes 80e · 11 Josh Adams 78e · 10 Gareth Anscombe 61e · 9 Gareth Davies 77e · 8 Ross Moriarty 77e · 7 Justin Tipuric · 6 Josh Navidi · 5 Alun Wyn Jones · 4 Cory Hill 68e 71e · 3 Tomas Francis 61e · 2 Ken Owens 77e · 1 Rob Evans 61e · Remplaçants · 16 Elliot Dee 77e · 17 Nicky Smith 61e · 18 Dillon Lewis 61e · 19 Adam Beard 71e · 20 Aaron Wainwright 77e · 21 Aled Davies 77e · 22 Dan Biggar 61e · 23 Owen Watkin 80e · Entraîneur · Warren Gatland |  | Angleterre · Titulaires · Elliot Daly 15 · Jack Nowell 14 · Henry Slade 13 · Manu Tuilagi 12 · 70e Jonny May 11 · Owen Farrell 10 · Ben Youngs 9 · Billy Vunipola 8 · 27e Tom Curry 7 · Mark Wilson 6 · 64e George Kruis 5 · 77e Courtney Lawes 4 · 57e Kyle Sinckler 3 · Jamie George 2 · 77e Ben Moon 1 · Remplaçants · Luke Cowan-Dickie 16 · 77e Ellis Genge 17 · 57e Harry Williams 18 · 64e Joe Launchbury 19 · 77e Brad Shields 20 · Dan Robson 21 · George Ford 22 · 70e Joe Cokanasiga 23 · Entraîneur · Eddie Jones |

### Italie - Irlande
(mt 16-12)
Homme du match : Peter O'Mahony 
Points marqués :
Italie :
- 2 essais de Padovani (33e) et Morisi (39e)
- 2 pénalités d'Allan (20e, 26e)

Irlande :
- 4 essais de Roux (11e), Stockdale (21e), Earls (51e) et Murray (67e)
- 3 transformations de Sexton (12e) et Murray (52e, 68e)

Évolution du score : 0-7, 3-7, 3-12, 6-12, 11-12, 16-12, mt, 16-19, 16-26.
Arbitre : Glen Jackson 
Résumé :
| Italie · Titulaires · 15 Jayden Hayward · 14 Edoardo Padovani 33e · 13 Michele Campagnaro 72e · 12 Luca Morisi 39e · 11 Angelo Esposito · 10 Tommaso Allan 74e · 9 Tito Tebaldi · 8 Braam Steyn · 7 Maxime Mbanda 43e · 6 Jimmy Tuivaiti 52e · 5 Dean Budd · 4 Federico Ruzza · 3 Simone Ferrari 52e · 2 Leonardo Ghiraldini · 1 Andrea Lovotti 61e · Remplaçants · 16 Luca Bigi · 17 Cherif Traorè 61e · 18 Tiziano Pasquali 52e · 19 David Sisi 52e · 20 Alessandro Zanni 43e · 21 Guglielmo Palazzani · 22 Ian McKinley 74e · 23 Tommaso Castello 72e · Entraîneur · Conor O'Shea |  | Irlande · Titulaires · Rob Kearney 15 · 51e Keith Earls 14 · Chris Farrell 13 · 13e Bundee Aki 12 · 21e Jacob Stockdale 11 · 78e Jonathan Sexton 10 · 67e 71e Conor Murray 9 · Jordi Murphy 8 · 58e Sean O'Brien 7 · Peter O'Mahony 6 · 11e Quinn Roux 5 · 32e 40e 58e Ultan Dillane 4 · 63e Tadhg Furlong 3 · 47e 74e Sean Cronin 2 · 63e David Kilcoyne 1 · Remplaçants · 47e 74e Niall Scannell 16 · 63e Jack McGrath 17 · 63e John Ryan 18 · 32e 40e 58e Iain Henderson 19 · 58e Josh van der Flier 20 · 71e John Cooney 21 · 78e Jack Carty 22 · 13e Andrew Conway 23 · Entraîneur · Joe Schmidt |

## Quatrième journée

### Écosse - Galles
(mt : 6-15)
Homme du match : Hadleigh Parkes 
Points marqués :
Écosse :
- 1 essai de Graham (58e)
- 2 pénalités de Finn Russell (11e, 21e)

Pays de Galles :
- 2 essais d'Adams (13e) et Jonathan Davies (30e)
- 1 transformation d'Anscombe (13e)
- 2 pénalités d'Anscombe (24e, 80e)

Évolution du score : 3-0, 3-5, 3-7, 6-7, 6-10, 6-15, mt, 11-15, 11-18
Arbitre : Pascal Gaüzère 
Résumé :
| Écosse · Titulaires · 15 Blair Kinghorn 32e · 14 Tommy Seymour 21e · 13 Nick Grigg · 12 Sam Johnson · 11 Darcy Graham 58e 65e · 10 Finn Russell · 9 Ali Price · 8 Josh Strauss · 7 Jamie Ritchie 9e 21e · 6 Magnus Bradbury · 5 Jonny Gray 65e · 4 Grant Gilchrist · 3 WP Nel 65e · 2 Stuart McInally 70e · 1 Allan Dell · Remplaçants · 16 Fraser Brown 15e 21e 70e · 17 Gordon Reid · 18 Simon Berghan 65e · 19 Ben Toolis 65e · 20 Hamish Watson 9e 15e 65e · 21 Greig Laidlaw 65e · 22 Adam Hastings 32e · 23 Byron McGuigan 21e · Entraîneur · Gregor Townsend |  | Pays de Galles · Titulaires · 48e Liam Williams 15 · George North 14 · 30e Jonathan Davies 13 · 74e Hadleigh Parkes 12 · 13e Josh Adams 11 · Gareth Anscombe 10 · 70e Gareth Davies 9 · 70e Ross Moriarty 8 · Justin Tipuric 7 · Josh Navidi 6 · Alun Wyn Jones 5 · 62e Adam Beard 4 · 65e Tomas Francis 3 · 65e Ken Owens 2 · 62e Rob Evans 1 · Remplaçants · 65e Elliot Dee 16 · 62e Nicky Smith 17 · 65e Dillon Lewis 18 · 21e 32e 62e Jake Ball 19 · 70e Aaron Wainwright 20 · 70e Aled Davies 21 · 48e Dan Biggar 22 · 74e Owen Watkin 23 · Entraîneur · Warren Gatland |

### Angleterre - Italie
(mt 31-7)
Homme du match : Joe Cokanasiga 
Points marqués :
Angleterre :
- 8 essais de George (8e), May (15e), Tuilagi (21e, 47e), Shields (32e, 79e), Kruis (64e) et Robson (68e)
- 7 transformations de Farrell (8e, 15e, 21e, 32e) et Ford (64e, 68e, 79e)
- 1 pénalité de Farrell (26e)

Italie :
- 2 essais d'Allan (12e) et Morisi (54e)
- 2 transformation d'Allan (12e et 54e)

Évolution du score : 5-0, 7-0, 7-5, 7-7, 12-7, 14-7, 19-7, 21-7, 24-7, 29-7, 31-7, mt, 36-7, 36-12, 36-14, 41-14, 43-14, 48-14, 50-14, 55-14, 57-14.
Arbitre : Nic Berry 
Résumé :
| Angleterre · Titulaires · 15 Elliot Daly · 14 Joe Cokanasiga · 13 Manu Tuilagi 21e 47e 62e · 12 Ben Te'o · 11 Jonny May 15e · 10 Owen Farrell 62e · 9 Ben Youngs 62e · 8 Billy Vunipola · 7 Tom Curry 56e · 6 Brad Shields 32e 79e · 5 George Kruis 64e · 4 Joe Launchbury 66e · 3 Kyle Sinckler 56e · 2 Jamie George 8e 59e · 1 Ellis Genge 59e · Remplaçants · 16 Luke Cowan-Dickie 59e · 17 Ben Moon 59e · 18 Dan Cole 56e · 19 Nathan Hughes 66e · 20 Mark Wilson 56e · 21 Dan Robson 62e 68e · 22 George Ford 62e · 23 Henry Slade 62e · Entraîneur · Eddie Jones |  | Italie · Titulaires · Jayden Hayward 15 · Edoardo Padovani 14 · 23e Michele Campagnaro 13 · 54e 62e Luca Morisi 12 · Angelo Esposito 11 · 12e Tommaso Allan 10 · Tito Tebaldi 9 · Sergio Parisse 8 · Braam Steyn 7 · 49e Sebastian Negri 6 · 49e Dean Budd 5 · Federico Ruzza 4 · 49e Simone Ferrari 3 · 49e Luca Bigi 2 · Andrea Lovotti 1 · Remplaçants · 49e Leonardo Ghiraldini 16 · 62e Cherif Traorè 17 · 49e Tiziano Pasquali 18 · 49e David Sisi 19 · 49e Jake Polledri 20 · 62e Guglielmo Palazzani 21 · 33e Ian McKinley 22 · 23e 33e Tommaso Castello 23 · Entraîneur · Conor O'Shea |

### Irlande - France
(mt 19-0)
Homme du match : Jack Ryan 
Points marqués :
Irlande :
- 4 essais de Best (3e), Sexton (30e), Conan (37e) et Earls (56e)
- 3 transformations de Sexton (3e, 30e, 56e)

France :
- 2 essais de Huget (77e) et Chat (80e)
- 2 transformation de Serin (77e et 80e)

Évolution du score : 5-0, 7-0, 12-0, 14-0, 19-0, mt, 24-0, 26-0, 26-5, 26-7, 26-12, 26-14.
Arbitre : Ben O'Keeffe 
Résumé :
| Irlande · Titulaires · 15 Jordan Larmour · 14 Keith Earls 56e 76e · 13 Garry Ringrose · 12 Bundee Aki · 11 Jacob Stockdale · 10 Jonathan Sexton 30e 58e · 9 Conor Murray 58e · 8 CJ Stander · 7 Josh van der Flier 24e · 6 Peter O'Mahony · 5 Jack Ryan · 4 Iain Henderson 58e · 3 Tadhg Furlong 58e · 2 Rory Best 3e 58e · 1 Cian Healy 51e · Remplaçants · 16 Niall Scannell 58e · 17 David Kilcoyne 51e · 18 John Ryan 58e · 19 Ultan Dillane 58e · 20 Jack Conan 24e 36e · 21 John Cooney 58e · 22 Jack Carty 58e · 23 Andrew Conway 76e · Entraîneur · Joe Schmidt |  | France · Titulaires · 63e Thomas Ramos 15 · Damian Penaud 14 · Mathieu Bastareaud 13 · Gaël Fickou 12 · 77e Yoann Huget 11 · 76e Romain Ntamack 10 · 72e Antoine Dupont 9 · 69e 79e Louis Picamoles 8 · Arthur Iturria 7 · 11e Wenceslas Lauret 6 · Sébastien Vahaamahina 5 · 63e Félix Lambey 4 · 13e 20e 63e 69e 79e Demba Bamba 3 · 72e Guilhem Guirado 2 · 17e Jefferson Poirot 1 · Remplaçants · 72e 81e Camille Chat 16 · 17e Étienne Falgoux 17 · 13e 20e 63e Dorian Aldegheri 18 · 63e Paul Willemse 19 · 11e Grégory Alldritt 20 · 72e Baptiste Serin 21 · 76e Anthony Belleau 22 · 63e Maxime Médard 23 · Entraîneur · Jacques Brunel |

## Cinquième journée

### Italie - France
(mt : 6-10)
Homme du match : Sergio Parisse 
Points marqués :
Italie :
- 1 essai de Tebaldi (55e)
- 3 pénalités d'Allan (6e, 12e, 43e)

France :
- 3 essais de Dupont (16e), Huget (46e) et Penaud (79e)
- 2 transformations de Ntamack (17e, 48e)
- 1 pénalité de Ntamack (21e)
- 1 drop  de Ntamack (63e)

Évolution du score : 3-0, 6-0, 6-7, 6-10, mt, 9-10, 9-17, 14-17, 14-20, 14-25.
Arbitre : Matthew Carley 
Résumé :
| Italie Titulaires 15 Jayden Hayward 14 Edoardo Padovani 13 Marco Zanon 12 Luca Morisi 11 Angelo Esposito 10 Tommaso Allan 09 Tito Tebaldi 08 Sergio Parisse 07 Jake Polledri 06 Braam Steyn 05 Federico Ruzza 04 David Sisi 03 Tiziano Pasquali 02 Leonardo Ghiraldini 01 Andrea Lovotti Remplaçants 16 Luca Bigi 17 Cherif Traorè 18 Simone Ferrari 19 Alessandro Zanni 20 Sebastian Negri 21 Guglielmo Palazzani 22 Ian McKinley 23 Luca Sperandio Entraîneur Conor O'Shea |  | France Titulaires Maxime Médard 15 Damian Penaud 14 Mathieu Bastareaud 13 Geoffrey Doumayrou 12 Yoann Huget 11 Romain Ntamack 10 Antoine Dupont 09 Louis Picamoles 08 Yacouba Camara 07 Grégory Alldritt 06 Paul Willemse 05 Félix Lambey 04 Demba Bamba 03 Guilhem Guirado 02 Étienne Falgoux 01 Remplaçants Camille Chat 16 Dany Priso 17 Dorian Aldegheri 18 Paul Gabrillagues 19 Arthur Iturria 20 Baptiste Serin 21 Camille Lopez 22 Thomas Ramos 23 Entraîneur Jacques Brunel |

### Galles - Irlande
(mt 16-0)
Homme du match : Gareth Anscombe 
Points marqués :
Pays de Galles : 
- 1 essai de Parkes (2e)
- 1 transformation d'Anscombe (3e)
- 6 pénalités d'Anscombe (18e, 36e, 40e, 49e, 54e, 70e)

Irlande :
- 1 essai de Larmour (80e)
- 1 transformation de Carty (80e)

Évolution du score : 5-0, 7-0, 10-0, 13-0, 16-0 mt, 19-0, 22-0, 25-0, 25-5, 25-7.
Arbitre : Angus Gardner 
Résumé :
| Pays de Galles Titulaires 15 Liam Williams 14 George North 13 Jonathan Davies 12 Hadleigh Parkes 11 Josh Adams 10 Gareth Anscombe 09 Gareth Davies 08 Ross Moriarty 07 Justin Tipuric 06 Josh Navidi 05 Alun Wyn Jones 04 Adam Beard 03 Tomas Francis 02 Ken Owens 01 Rob Evans Remplaçants 16 Elliot Dee 17 Nicky Smith 18 Dillon Lewis 19 Jake Ball 20 Aaron Wainwright 21 Aled Davies 22 Dan Biggar 23 Owen Watkin Entraîneur Warren Gatland |  | Irlande Titulaires Rob Kearney 15 Keith Earls 14 Garry Ringrose 13 Bundee Aki 12 Jacob Stockdale 11 Jonathan Sexton 10 Conor Murray 09 CJ Stander 08 Sean O'Brien 07 Peter O'Mahony 06 James Ryan 05 Tadhg Beirne 04 Tadhg Furlong 03 Rory Best 02 Cian Healy 01 Remplaçants Niall Scannell 16 David Kilcoyne 17 Andrew Porter 18 Quinn Roux 19 Jack Conan 20 Kieran Marmion 21 Jack Carty 22 Jordan Larmour 23 Entraîneur Joe Schmidt |

### Angleterre - Écosse
(mt 31-7)
Homme du match : Finn Russell 
Points marqués :
Angleterre :
- 5 essais de Nowell (2e), Curry (9e), Launchbury (13e), May (29e) et Ford (80e)
- 5 transformations de Farrell (3e, 10e, 15e, 31e) et Ford (80e)
- 1 pénalité de Farrell (25e)

Écosse :
- 6 essais de McInally (35e), Graham (47e, 57e), Bradbury (50e), Russell (60e) et Johnson (76e)
- 4 transformations de Russell (36e, 51e) et Laidlaw (60e, 77e)

Évolution du score : 7-0, 14-0, 21-0, 24-0, 31-0, 31-7, mt, 31-12, 31-19, 31-24, 31-31, 31-38, 38-38.
Arbitre : Paul Williams 
Résumé :
| Angleterre Titulaires 15 Elliot Daly 14 Jack Nowell 13 Henry Slade 12 Manu Tuilagi 11 Jonny May 10 Owen Farrell 09 Ben Youngs 08 Billy Vunipola 07 Tom Curry 06 Mark Wilson 05 George Kruis 04 Joe Launchbury 03 Kyle Sinckler 02 Jamie George 01 Ben Moon Remplaçants 16 Luke Cowan-Dickie 17 Ellis Genge 18 Dan Cole 19 Brad Shields 20 Nathan Hughes 21 Ben Spencer 22 George Ford 23 Ben Te'o Entraîneur Eddie Jones |  | Écosse Titulaires Sean Maitland 15 Darcy Graham 14 Nick Grigg (en) 13 Sam Johnson 12 Byron McGuigan (en) 11 Finn Russell 10 Ali Price 09 Magnus Bradbury 08 Hamish Watson 07 Sam Skinner 06 Grant Gilchrist 05 Ben Toolis 04 Willem Petrus Nel 03 Stuart McInally 02 Allan Dell 01 Remplaçants Fraser Brown 16 Gordon Reid 17 Simon Berghan 18 Jonny Gray 19 Josh Strauss 20 Greig Laidlaw 21 Adam Hastings 22 Chris Harris 23 Entraîneur Gregor Townsend |